# Stacy London
Stacy London (Nueva York, Nueva York, 25 de mayo de 1969) es una asesora de moda y presentadora de televisión principalmente reconocida por ser coconductora de What Not to Wear, un programa de telerrealidad en el que se somete a un participante a un cambio de apariencia. 
Después de su graduación del Vassar College, London comenzó su carrera como periodista especializada en moda en la revista Vogue y trabajó como estilista tanto para celebridades como para diseñadores. Además de conducir What Not to Wear junto a Clinton Kelly, ha sido reportera de Today Show y consultora de negocios para diversas empresas. También es el rostro de los productos para el cuidado del cabello Pantene, del detergente Woolite y de los jeans Lee.

## Primeros años
London nació en la ciudad de Nueva York, en una familia con ascendencia judía de parte de su padre y siciliana del lado de su madre. Su madrastra, Victoria, es una novelista romántica; su padre, Herbert London, es el presidente del Instituto Hudson. Stacy ha dicho que la profesión de su padre instaló en su hogar un sentido de propiedad y de lo que es correcto e incorrecto que afectó su sensibilidad para con la moda. También lo describió como "el mejor padre del mundo". Recibió su B.A. del Vassar College con especialización en filosofía y literatura alemana, y fue integrante de Phi Beta Kappa. Durante una pasantía en París, en el departamento de Relaciones Públicas de Christian Dior, adquirió un interés serio en la idea de desarrollar una carrera en la industria de la moda.

## Carrera
London comenzó su carrera como asistente de moda en la revista Vogue y más tarde fue la jefa de la sección dedicada a la moda de la revista Mademoiselle. Ha producido fotografías para otras publicaciones, incluyendo a la revista italiana D, Nylon y Contents. Más recientemente ha asistido a celebridades tales como Kate Winslet y Liv Tyler, y a diseñadores como Rebecca Taylor, Ghost y Vivienne Tam. Además, ha trabajado en numerosas campañas publicitarias: sus clientes incluyen a Hanes, Wonderbra, Bali, Procter & Gamble, Covergirl, Suave, Target, Levi Strauss & Co., Maytag, Swatch USA, Longines y Calvin Klein.
Desde 2003, ha conducido el programa de la cadena televisiva TLC What Not to Wear. Se la reconoce por sus expresiones características y por haber revelado que le encantan los zapatos de taco alto; tiene más de trescientos pares. En un especial de lo mejor de 2005, su coconductor, Clinton Kelly, dijo "...hubo tantos momentos buenos en este programa como zapatos con tacones en el armario de Stacy". London describe a Kelly como un hombre inteligente, con estilo y "hecho para estar en la televisión". En 2005, escribieron un libro juntos, titulado Dress Your Best: The Complete Guide to Finding the Style That's Right for Your Body. Además de conducir What Not to Wear, London también ha conducido su propio talk show, Shut Up! It's Stacy London!, el cual finalmente se convirtió en el episodio piloto de Fashionably Late with Stacy London.
En 2005, los publicistas de Fresca, la gaseosa sin azúcar de Coca Cola, la contrataron para su campaña "Fresh New Look" como la imagen de su nuevo logo y empaque. En 2007, se asoció con Sprint para el lanzamiento de su sitio web "My Mobile Style", dirigido a ayudar al público a elegir un teléfono celular basándose en su estilo personal. A 2010, London es la imagen de Pantene, Woolite, y Riders Lee.
Además de sus trabajos como conductora, London ha sido reportera especializada en moda para "Weekend Today", "The Early Show", "Good Day Live" y "Access Hollywood". Es una contribuyente frecuente de "Today Show" de la NBC.
De niña, London sufrió de psoriasis. Debido a su experiencia, de adulta asumió el cargo de vocera de la Fundación Nacional de Psoriasis. Se la distingue por la característica franja gris natural que tiene en su cabello desde los once años de edad; su contrato con Pantene incluye una cláusula que le permite conservarla. Antes de ser famosa, London (de 1,70 de altura) padeció problemas de peso. "Fui de todas las tallas durante mi vida. He sido más pequeña que un cero y más grande que una dieciséis. Tuve muchísimos problemas con la imagen corporal y el peso durante toda mi vida, y me llevó realmente mucho trabajo poder reconocer que pesando lo que fuera, sin importar cómo me sintiese, era capaz de encontrar un vestido que me hiciese sentir hermosa y poderosa".